# Fenilsilan
Fenilsilanul, denumit și sililbenzen, este un compus organic cu formula chimică C6H5SiH3. Este un compus lichid, incolor, fiind un exemplu de compus organosilicic. Este un analog structural cu toluenul, în care o grupă silil înlocuiește grupa metil. Ambii compuși au puncte de fierbere și densități similare. Este solubil în solvenți organici.